# WoRMS
World Register of Marine Species (Светски регистар морских врста), скраћено WoRMS, онлајн је база података направљена с циљем пружања меродавних и свеобухватних спискова имена морских организама.

## Историја
WoRMS је основан 2008. као пројекат који је израстао из Европског регистра морских врста и Регистра морских организама UNESCO—IOC (URMO), који је компајлирао Јакоб ван дер Ланд (са неколико колега) у Националном природословном музеју у Лајдену. Примарни финансијер је Европска унија, а хостује га Институт за море Фландерс у Остендеу (Белгија). WoRMS има формалне договоре с неколико других пројеката о биодиверзитету, укључујући Global Biodiversity Information Facility и Encyclopedia of Life. Године 2008. WoRMS је изјавио да се нада да ће имати ажурирану евиденцију свих морских врста до 2010. године, када је завршен Попис морских врста.
Дана 25. децембра 2016. WoRMS је имао списак укупно 242.908 прихваћених морских врста, од чега је 226.441 била проверена. Циљ је да се евидентирају све морске врсте, којих има приближно 240.000.